# Цвіркунов Василь Васильович
Василь Васильович Цвіркунов (21 грудня 1917, Новоукраїнка, Куйбишевський район, Запорізька область — 20 листопада 2000, Київ) — український кінознавець. Кандидат філологічних наук (1959). Заслужений діяч мистецтв України (1993). Професор (1995). Академік Академії мистецтв України (1997).
Був членом Національних спілок журналістів і кінематографістів України.
Другий чоловік Ліни Костенко.

## Біографія
Народився в родині селянина. Сімʼя жила на хуторі Вишневім, про який Л. Костенко написала вірш із присвятою "В. Ц.". Хутір вже не існує, а знаходився 2 км на схід від села Гайчул, куди ходив до школи "маленький хлопчик пішаниця" Василь Цвіркунов. Матері В. Цвіркунова присвячено вірш Ліни Костенко "Мати" - "Вона була красуня з Катеринівки...":
У ті часи, страшні, аж волохаті,
коли в степах там хто не воював, —
от їй хотілось, щоб у неї в хаті

на стелі небо хтось намалював.
Учасник Другої світової війни.
Закінчив філологічний факультет Ворошиловградського педінституту (1938) та аспірантуру Академії суспільних наук при ЦК КПРС (1959).
Працював учителем мови й літератури та директором сільської школи (1938, 1940—1941), начальником спецшколи військово-повітряних сил (1945—1953).
Був секретарем Ворошиловградського міському КП України (1953—1955), відповідальним секретарем журналу «Комуніст України», директором Київської кіностудії ім. О. П. Довженка (1962—1973), старшим науковим співробітником і завідувачем відділу кінознавства Інституту мистецтвознавства, фольклористики та етнології ім. М. Т. Рильського НАН України.
З 1987 р. викладав у Київському державному інституті театрального мистецтва ім. І.Карпенка-Карого.
Своє творче життя присвятив розбудові та утвердженню українського кінематографу. Талановитий організатор і науковець, він уміло згуртовував навколо себе багатьох однодумців, сприяв обдарованим митцям у їхніх пошуках, особливо молодим режисерам, акторам, операторам, художникам, кінознавцям.
Завдяки сприянню та підтримці В. В. Цвіркунова у світ вийшли фільми С. Параджанова «Тіні забутих предків», Ю. Іллєнка «Криниця для спраглих», Л. Осики «Камінний хрест», М. Мащенка «Комісари», В. Денисенка «Сон», Л. Бикова «В бій ідуть тільки старики», В. Іванова «За двома зайцями» та багато інших.

Могила Василя Цвіркунова, Байкове кладовище

Великий досвід організатора кіносправи, дослідника кіно В. Цвіркунов висвітлив у наукових дослідженнях «Сюжет (питання теорії)» (1963), «Традиції та новаторство в радянському кіномистецтві» (1978), «Проблеми стилю в кіномистецтві» (1988) та багатьох інших публікаціях.
Чимало років В. Цвіркунов працював на педагогічній ниві, викладав кінознавчі дисципліни на факультеті кіно й телебачення Київського державного інституту театрального мистецтва ім. І. К. Карпенка-Карого, активно впливав на підготовку творчих професійних кадрів для кіномистецтва і телебачення.
В останні роки життя пережив кілька інсультів. Помер від серцевої недостатності 20 листопада 2000 року. Похований на Байковому кладовищі в Києві (ділянка № 49а).

## Праці
Автор книжок:
- «Традиції та новаторство у радянському кіномистецтві» (1978)
- «Проблеми стилю в кіномистецтві» (1988)

Автор статей у збірниках і періодичній пресі.

## Нагороди
Нагороджений орденом Вітчизняної війни І ст., медалями.